# Cour criminelle (France)
Pour les articles homonymes, voir Cour criminelle.
Pour l'ancienne juridiction mahoraise, voir Cour d'assises de Mayotte#Historique.
En droit français, une cour criminelle départementale (CCD) est une juridiction criminelle constituée de cinq juges professionnels sans jury populaire. Initialement mises en place dans certains départements français pour juger en première instance des crimes punis de quinze à vingt ans de réclusion criminelle, les cours criminelles départementales ont été généralisées à l'ensemble du territoire le 1er janvier 2023. Leur mise en place a pour objectif de désengorger les cours d'assises surchargées, dont les délais d'audiencement sont souvent excessifs. La capacité réelle des cours criminelles départementales à atteindre cet objectif est toutefois débattue.

## Historique
La décision de tester des cours criminelles apparaît dans la loi no 2019-222 du 23 mars 2019 de programmation 2018-2022 et de réforme pour la justice.
Les cours criminelles sont mises en place par l'arrêté du 25 avril 2019 relatif à l'expérimentation de la cour criminelle, qui indique que ces cours criminelles doivent permettre de limiter la pratique de la correctionnalisation, soit la requalification de crimes en délits.
Sept départements parmi les volontaires sont choisis initialement pour cette expérimentation :
- les Ardennes ;
- le Calvados ;
- le Cher ;
- la Moselle ;
- La Réunion ;
- la Seine-Maritime ;
- les Yvelines.

Les premières audiences ont lieu en septembre 2019.
En mai 2020, l'Assemblée nationale adopte la proposition du gouvernement d’étendre l’expérimentation des cours criminelles à trente départements, au lieu de neuf : « l’objectif est notamment d’aider à résorber le stock des affaires criminelles en souffrance devant les cours d’assises ». L'arrêté du 2 juillet 2020 étend l'expérimentation à six nouveaux départements à compter du 1er août 2020 : l'Isère, la Haute-Garonne, la Loire-Atlantique, le Val-d'Oise, la Guadeloupe et la Guyane.
La généralisation des cours criminelles à partir du 1er janvier 2023 a été décidée en vertu de l'article 9 de la loi du 22 décembre 2021 pour la confiance dans l'institution judiciaire.

## Application
Ces cours criminelles dérogent à une comparution classique devant une cour d'assises. Elles sont compétentes pour juger les majeurs non récidivistes encourant une peine de quinze ou vingt ans de réclusion criminelle. Selon l'étude d'impact ayant précédé la loi de programmation pour la justice du 23 mars 2019 ayant prévu leur expérimentation, les cours criminelles départementales sont compétentes pour juger environ 57% des crimes qui revenaient jusqu'alors aux cours d'assises. Elle est donc devenue la juridiction criminelle de principe.
D'après le rapport rendu par le comité d'évaluation et de suivi de la cour criminelle départemental en octobre 2022, près de 90% des crimes jugés par ces cours sans jury populaire sont des viols ou des viols aggravés.

### Décision de comparution devant la cour criminelle
L'initiative de faire comparaître le ou les accusés devant une cour criminelle appartient au juge d'instruction à la fin d'une information judiciaire. La décision est prise par la chambre de l'instruction si un appel a été formé contre la décision du juge d'instruction.
Dans le cas de mises en accusation déjà pendantes devant une cour d'assises, l'affaire peut toutefois être renvoyée devant la cour criminelle avec l'accord de l'accusé assisté de son avocat.

### Exceptions
L'exception qui empêche de traiter une affaire devant la cour criminelle est constituée par la présence, dans l'affaire, parmi les co-auteurs du crime, d'une personne encourant trente ans ou plus de réclusion criminelle.
En revanche, la cour criminelle reste compétente pour juger des délits connexes.

## Composition de la cour
La composition est fixée par le premier président de la cour d'appel qui, dans le cadre de ses fonctions, va lui-même désigner un président pour cette cour criminelle, ainsi que quatre assesseurs. L'absence de jurés civils caractérise ces cours à la différence des cours d'assises.
Deux des assesseurs peuvent être des magistrats n'exerçant qu'à titre temporaire, voire être à la retraite s'ils ont le statut de magistrats honoraires.
Des avocats honoraires, nommés à cette fin, peuvent aussi composer cette juridiction, à condition de ne pas être majoritaires.

## Audience
L'audience devant la cour criminelle est en principe publique. Mais le procès peut se dérouler à huis clos, sans public, si elle considère que le contenu des débats peut être dangereux pour l'ordre public ou les mœurs. Dans ce cas, seuls l'accusé, la victime partie civile et leurs avocats y assisteront. Pour certains crimes (viol, actes de torture, proxénétisme aggravé…), le huis clos est accordé sans condition à la victime partie civile qui le demande. L'accusé ne peut pas demander le huis-clos. Dans les autres cas, le huis clos ne peut être ordonné que si l'une des victimes parties civiles ne s'y oppose pas.

## Critiques
L'expérimentation du dispositif des cours criminelles suscite des critiques liées au manque d'information,, ou à l'inéquité de traitement entre justiciables.
L’Union syndicale des magistrats, comme la présidente du Conseil national des barreaux, la présidente de la Conférence des bâtonniers et le bâtonnier de Paris critiquent en mai 2020 « une extension qui, sous couvert d’une décision politique d’opportunité, mettrait en place, de fait, une juridiction de droit commun sans que son expérimentation en ait été débattue ».
Le Syndicat de la magistrature, quant à lui, se dit favorable à la préservation des cours d'assises et du jury populaire, considérant la généralisation des cours criminelles comme un recul démocratique témoignant d'une « vision gestionnaire de la justice »,.
L'absence des jurés dans les cours criminelles suscite également des critiques quant au fait d'« éloigner un peu plus la justice des citoyens »,,.
Une autre critique adressée aux cours criminelles, dans une perspective féministe, est qu'elles tendent à « disqualifier » le crime de viol – qui représente près de 90 % des affaires pour lesquelles ces cours sont compétentes – en ne laissant subsister le jury populaire que pour le jugement des crimes « les plus graves », comme l'exprime l'avocate Laure Heinich dans une tribune publiée dans le journal Le Monde : « Exit les jurés. Exit le regard public, l’œil extérieur, les témoins. Exit l’oralité des débats et la pédagogie citoyenne. Trop cher pour le viol. Les crimes « les plus graves », selon l’expression de l’ancienne garde des sceaux, punis de plus de vingt ans d’emprisonnement, demeureront jugés par une cour d’assises et sa démocratie directe, tandis que les viols seront, eux, disqualifiés d’office ».
Le 4 novembre 2022, est publiée dans le journal Le Monde une tribune initiée par l'universitaire Benjamin Fiorini, et co-signée par la Ligue des droits de l'homme, le Syndicat de la magistrature, le Syndicat des avocats de France, l'Association des Avocats Pénalistes, la Fédération nationale des unions des jeunes avocats, le président de cour d'assises Marc Hédrich, les magistrats et essayistes Antoine Garapon et Denis Salas, l'avocat Henri Leclerc et le politologue Yves Sintomer, plaidant pour le maintien du jury populaire de cour d'assises et l'abandon des cours criminelles. Le collectif, qui voit dans l'effacement du jury populaire une atteinte aux libertés du peuple, à l'humanité de la procédure et la citoyenneté, appelle à soutenir la proposition de loi de la députée Francesca Pasquini (EELV) visant à préserver le jury populaire de cour d'assises,.
Cette tribune est suivie de près par la publication du rapport du comité d'évaluation et de suivi de la cour criminelle, dont le bilan est qualifié de « calamiteux » par l'universitaire Benjamin Fiorini. Le rapport indique notamment qu'aucun phénomène de dé-correctionnalisation associé aux cours criminelles n'a pu être mesuré, et qu'« qu’aucun chiffre concret n’a été avancé permettant de déterminer le nombre de magistrats et de greffiers rendus nécessaires au fonctionnement généralisé des CCD, dans les conditions prévues par la loi. Le comité souhaiterait qu’une évaluation soit réalisée à cet effet avant la mise en œuvre de cette généralisation », et estime qu'« un tel renforcement de ces effectifs apparaît […] indispensable au fonctionnement des CCD ».
La tribune et le rapport suscitent rapidement une importante mobilisation des professionnels de la justice. Le 6 décembre 2022, le conseil de l'Ordre du barreau de Toulouse adopte à une motion contre la généralisation des cours criminelles. Il est imité le 13 décembre par le barreau de Paris et le barreau de Nantes, puis par le barreau des Hauts-de-Seine et le barreau de Saint-Etienne. Au total, 43 barreaux se sont officiellement prononcés contre la généralisation des cours criminelles et pour la préservation du jury populaire de cour d'assises.
Au cours de l'année 2023, l'universitaire Benjamin Fiorini effectue un tour de France intitulé « Sauvons le jury populaire ! », composé d'une trentaine de conférences, pour tenter de convaincre de l'utilité de préserver cette institution,[pertinence contestée].
Dans une tribune collective publiée le 3 juillet 2023 dans le journal Le Monde à l'initiative du collectif #NousToutes, plusieurs représentantes d'associations féministes déplorent l'institution des cours criminelles départementales qui, en se privant des jurés citoyens, « contribuent à perpétuer l'invisibilisation des crimes de viol ».
Le 10 janvier 2025, le procureur général près la Cour de cassation Rémy Heitz indiquait que les cours criminelles départementales n'avaient pas atteint leur objectif de réduction des délais : « La récente création des cours criminelles départementales n’a pas permis d’atteindre les résultats escomptés. Elle a, dans le contexte de forte attention portée à la répression des crimes sexuels, contribué à accroître la charge des juridictions criminelles et aggravé la pression des délais. » Ces propos étaient suivi de la publication d'un rapport jusqu'ici confidentiel de l'Inspection générale de la justice, en date de mars 2024, allant dans le même sens, incitant l'universitaire Benjamin Fiorini à fustiger « l'échec cuisant des cours criminelles départementales ». Un constat d'échec partagé par le président du tribunal judiciaire de Pontoise. 
Le 19 mars 2025, à l'initiative de l'universitaire Benjamin Fiorini, une nouvelle tribune collective est publiée dans le journal Le Monde pour dénoncer l' "échec manifeste" des cours criminelles départementales cinq ans après leur mise en place, et appeler au rétablissement du jury populaire. Cette tribune est co-signée par des universitaires, des avocats, des magistrats, des greffiers, des anciens jurés, des collectifs féministes et des associations citoyennes.  

## Constitutionnalité des cours criminelles départementales
En juin 2023, l'universitaire Benjamin Fiorini publie un article dans la revue juridique Lexbase pénal suggérant aux avocats cinq questions prioritaires de constitutionnalité (QPC) pour remettre en cause la conformité des cours criminelles départementales à la Constitution.
Deux de ces questions tendent à faire reconnaitre au Conseil constitutionnel que l'intervention du jury pour juger les crimes de droit commun constitue un principe constitutionnel : soit un principe fondamental reconnu par les lois de la République (PFRLR), soit un principe à valeur constitutionnelle (PVC). Les trois autres questions tendent à démontrer que les dispositions organisant les modalités de vote sur la culpabilité et la peine maximale devant les cours criminelles départementales sont contraires au principe d'égalité des citoyens devant la justice. Elles s'appuient sur le fait que devant la cour d'assises, la culpabilité et la peine maximale sont acquises à la majorité qualifiée de 7 voix contre 2, tandis que devant la cour criminelle départementale, elles sont acquises à la majorité de 3 voix contre 2, ce qui constituerait une rupture d'égalité entre les accusés.
Quatre de ces QPC sont posées par Me Antoine Ory, avocat au barreau de Paris, et Me Jean-François Barre, vice-bâtonnier du barreau de Lyon. Le 20 septembre 2023, par deux arrêts, la chambre criminelle de la Cour de cassation renvoie ces QPC au Conseil constitutionnel.
Dans une décision rendue le 24 novembre 2023, le Conseil constitutionnel déclare les cours criminelles départementales conformes à la Constitution. Cette décision est saluée par le garde des Sceaux Eric Dupond-Moretti, qui y voit "un jour important pour les victimes". Elle est en revanche critiquée par l'universitaire Benjamin Fiorini, qui la considère comme "une insulte à notre histoire judiciaire et à la logique juridique".

## Documentaires
- Cours criminelles, Lætitia Ohnona, 52min, 2022